# Phidyle
Phidyle là một chi nhện trong họ Anyphaenidae.